# Bitwa o Kismaju (2008)
Bitwa o Kismaju – starcie, które miało miejsce w dniach 20-22 sierpnia 2008 pomiędzy islamistycznymi oddziałami Al-Shabaab oraz Unii Trybunałów Islamskich a siłami rządowymi, zakończone zdobyciem miasta przez islamistów. Podczas trzech dni walk zginęło 89 osób, a 207 zostały ranne.

## Geneza konfliktu
Al-Shabaab, zbrojne ramię Unii Trybunałów Islamskich, toczyło walki o port Kismaju już w styczniu 2007, po inwazji przeprowadzonej przez wojska Etiopii w grudniu 2006 (zob. Wojna w Somalii).
Wojska Etiopskie po wkroczeniu do stolicy Mogadiszu wezwały Rząd Tymczasowy do wspomagania w walce o przejęcie kontroli nad częścią środkową i południową Somalii. Według tymczasowego prezydenta Somalii Abdullahi Yusuf, w Kismayo nie było sił kontrolowanych przez Rząd ani wojsk etiopskich. Natomiast milicja plemienna w Kismayo twierdziła, że jest częścią sił rządu tymczasowego.
W miesiącach poprzedzających bitwę, Kismayo uchodziło za bezpiecznie miejsce, w porównaniu z resztą regionu.

## Walki
Milicja plemienna Marehan, dowodzona przez Barre Hirale, poniosła duże straty, a samochód Hirale został ostrzelany.
Według świadków ostatni dzień walk miał najbardziej intensywny przebieg, obydwie strony używały ciężkich karabinów maszynowych, łącznie z bronią przeciwlotniczą. Siły Al-Shabaab przejęły kontrolę nad miastem 22 sierpnia.

## Konsekwencje
Ocenia się, że liczba uchodźców w wyniku walk w Kismayo wynosi 35 000 osób. Po wycofaniu się milicji Marehan bojownicy Al-Shabaab rozpoczęli proces rozbrojenia lokalnych grup zbrojnych. Na początku września została wprowadzona godzina policyjna.
Nowa administracja okręgu została ustanowiona 6 września 2008. Jej członkowie składają się prawdopodobnie z przedstawicieli Unii Trybunałów Islamskich oraz Al-Shabaab (po trzech delegatów każda) oraz lokalnego klanu (jeden delegat), który odegrał rolę podczas zamachu wojskowego.